# Nancy Berthier
Nancy Berthier est une hispaniste française, spécialiste des arts visuels des mondes hispaniques et ibéro-américains, professeur à Sorbonne Université. Ancienne élève de l'École normale supérieur (ENS Ulm) et agrégée d'espagnol, elle obtient son doctorat en 1994 avec une thèse sur le cinéma de propagande sous le franquisme. Ses recherches portent notamment sur le cinéma et la mémoire historique, la révolution cubaine, le charisme politique dans les arts visuels, ainsi que les représentations urbaines dans les cinémas ibériques et ibéro-américains.
Elle est directrice de la Casa de Velázquez depuis janvier 2022.

## Formation et diplômes: entre études cinématographiques et hispanisme
Ancienne élève de l'École normale supérieur de la rue d'Ulm, Nancy Berthier a suivi une classe préparatoire littéraire au lycée Louis-le-Grand avant de s'engager dans un double cursus en études cinématographiques à l'université Sorbonne Nouvelle et dans le domaine de l'hispanisme à l'Institut d'Études Hispaniques de la Sorbonne. Elle obtient l'agrégation d'espagnol en 1989.
Ses premiers pas dans la recherche universitaire se sont inscrits dans le champ des études narratologiques, avec un mémoire de maîtrise sur l'adaptation littéraire dans le cinéma de Luis Buñuel. Par la suite, elle oriente ses recherches vers une perspective historique, notamment dans son DEA, où elle étudie le cinéma de propagande franquiste sous la direction du professeur Carlos Serrano.
En 1990, Nancy Berthier poursuit ses recherches en troisième cycle à la Sorbonne. Son contrat doctoral de l'ENS la conduit à l'Université Paul Valéry à Montpellier pendant deux années où elle se forme à la sociocritique sous l'impulsion du professeur Edmond Cros dans le cadre du CERS.
En 1994, elle soutient son doctorat intitulé "Cinéma et propagande en Espagne sous Franco. Étude de trois cas : Raza, Franco ese hombre et El último caído de José Luis Sáenz de Heredia". Sa thèse examine l'interaction entre cinéma, politique et histoire en prenant l'oeuvre de José Luis Sáenz de Heredia, cinéaste officiel du régime franquiste, comme exemple d'instrumentalisation du cinéma par un régime autoritaire, avec notamment la célèbre fiction Raza dont le scénario s'appuie sur un récit de Francisco Franco. Elle explique que l'objectif était de voir le fonctionnement et les ressorts du discours de propagande à travers trois films représentant trois genres cinématographiques à trois moments différents.
La thèse de Nancy Berthier a marqué un tournant dans ses recherches sur le cinéma des pays hispanophones et a été saluée comme l'un des premiers travaux scientifiques dans le domaine des études culturelles au sein de l'hispanisme français lors de sa publication aux PUM, préfacée par Bartolomé Benassar. Ses recherches se sont ensuite étendues au cinéma cubain, après sa découverte de la production cinématographique de la révolution cubaine. Son inédit d'Habilitation à Diriger des Recherches (HDR), centré sur les relations entre "Cinéma et histoire dans le monde hispanique", analyse notamment les oeuvres de Tomás Gutiérrez Alea, reconnu comme le cinéaste de la révolution cubaine. Cet inédit est publié dans la collection consacrée au 7ème art aux Éditions du Cerf.

## Carrière universitaire

### Au service des arts visuels des mondes hispaniques et ibériques
L'année suivant l'obtention de son doctorat, Nancy Berthier entame une carrière dans l'enseignement supérieur et la recherche, qui se déroulera successivement dans trois universités franciliennes.
À l'université Paris VIII, où elle occupe un poste d'ATER puis de maîtresse de conférences, elle prend des responsabilités administratives en devenant Directrice du département d'Études ibériques et latino-américaines de 1997 à 1999. Elle s'implique également dans deux structures de recherche du département : l'Équipe de Recherche sur les Cultures de l'Espagne Contemporaine (Erecec), alors dirigée par Danièle Bussy-Genevois, et le groupe fondé par Paul Estrade, Histoire des Antilles Hispaniques (HAH).
À partir de la rentrée 1999, elle poursuit sa carrière à l’université Paris IV Sorbonne (aujourd’hui Sorbonne Université) comme maîtresse de conférences, où ses enseignements et ses recherches contribuent au développement du domaine des arts visuels au sein de l’UFR de Langues, Littératures et Civilisations hispanophones et lusophones, ainsi que de l’équipe de recherche Centre de recherches interdisciplinaires sur les mondes ibériques contemporains (CRIMIC) fondée par Carlos Serrano. À ce poste, elle forme à l’analyse filmique les candidats aux concours du CAPES et de l’agrégation d’espagnol.
Nommée en 2006 professeure des universités à l'Université Paris-Est Marne-la-Vallée (aujourd’hui Université Gustave Eiffel), Nancy Berthier joue un rôle dans le développement des programmes de recherche en arts visuels au sein du laboratoire Littératures, savoirs et Arts (LISAA), dont elle est directrice adjointe. Elle crée notamment en 2008 la revue en ligne L’Âge d’or. En outre, elle assure la direction de l'UFR Langues et Civilisations étrangères et fait partie du bureau du CEVU de l’université.
En 2010, Nancy Berthier rejoint à nouveau la Sorbonne, cette fois en tant que professeure des universités sur une chaire spécifiquement fléchée « arts visuels des mondes ibériques ». Ce contexte lui permet d’approfondir le développement des arts visuels dans cette institution, notamment à travers la création d’une composante dédiée au sein du CRIMIC, articulée autour d’un séminaire mensuel ainsi que de nombreux événements à l’échelle nationale et internationale. Assumant la direction de cette équipe de recherche, elle restructure  son fonctionnement, crée son site internet ainsi qu’une revue en ligne, Iberic@l.
Tout au long de cette période, sa défense de la légitimité des arts visuels comme objets de recherche se manifeste en outre par sa participation à la création en 1998 du Groupe de recherche sur l’image dans les mondes hispaniques (GRIMH), une association loi 1901 visant à promouvoir l’étude des arts visuels, aux côtés notamment de Jean-Claude Seguin, Jacques Terrasa et Anne-Marie Jolivet.

### Au service de l'hispanisme
En parallèle de ses cours et outre la direction du CRIMIC, Nancy Berthier a occupé d’autres fonctions à Sorbonne Université, notamment celle de directrice de l'Institut d'Etudes hispaniques (IEH) de Sorbonne Université entre 2014 et 2019, elle a organisé le Centenaire de cette institution sous le nom de Cent ans d'hispanisme en Sorbonne, centenaire qui a donné lieu à plus d'une trentaine d'activités et publications qui ont valu à l'IEH le prix Dialogo et qui sont recensées dans l'ouvrage Les Archives du lundi : histoire et mémoire de l’Institut d’études hispaniques.
La Casa de Velázquez apparaît comme une évidence dans le parcours de l’hispaniste. Membre de l’École des Hautes Études Hispaniques et Ibériques de 1992 à 1994, elle fait partie de la 83e promotion aux côtés de Marie Franco, Jean-Pierre Jardin, Christian Rico et Isabelle Renaudet. Ses deux ans d’études à l’EHEHI lui ont permis de nouer de fructueux échanges avec des chercheurs issus de diverses disciplines, ainsi qu'avec les artistes en résidence au sein de l’Académie de France à Madrid. Ces amitiés se sont concrétisées par des projets communs, tels que ceux avec le photographe Max Armengaud.

Elle a été nommée à la fonction de directrice de la Casa de Velázquez, poste qu'elle occupe depuis janvier 2022. Douzième directrice de cet établissement inauguré en 1928, elle est la première femme à occuper ce poste. Elle est également directrice adjointe du Madrid Institute for Advanced Study (MIAS), le premier Institut d’Études avancées en péninsule ibérique. Poursuivant à la tête de cet établissement son engagement pour les études hispaniques, elle a déclaré lors de sa nomination :
"C’est une immense joie pour moi que de retrouver ce fantastique lieu de recherche et de création qui a si profondément marqué ma formation lorsque j’en ai été membre dans les années quatre-vingt-dix.
Mon action se situera dans le prolongement de l’engagement qui a été le mien à Sorbonne université pendant presque 20 ans comme maîtresse de conférence puis professeure, en faveur du développement et du rayonnement des études hispaniques et ibéro américaines.”
Du fait de la présidence tournante du Réseau des Écoles françaises à l’étranger (ResEFE), elle a également exercé cette fonction pour l’année 2023.

## Une recherche centrée sur les arts visuels des mondes hispaniques et ibéro américains
Nancy Berthier a développé une recherche diversifiée, se concentrant principalement sur le cinéma et son interaction avec l’histoire et la politique dans les contextes espagnol et latino-américain, en abordant des thèmes variés tels que la propagande, la révolution, le charisme politique, et les imaginaires urbains.
Autour de ces axes, elle a publié plus d'une centaine de textes sur les arts visuels du monde hispanique, en particulier sur les relations entre cinéma et histoire. Elle a été invitée à prononcer des conférences ou à des colloques en Europe (France, Allemagne, Angleterre, Belgique, Espagne, Pays-Bas, Italie) et en Amérique (Cuba, Mexique, Canada, États-Unis, Brésil, Colombie). C’est également sur ces thématiques qu’elle a encadré des mémoires de Master, des thèses de doctorat, des habilitations à diriger des recherches.
Du point de vue collectif, elle a organisé de très nombreux événements, colloques, séminaires, journées d’études, en France et à l’étranger, et a été coordinatrice de plus d’une vingtaine d’ouvrages collectifs, souvent en collaboration. Au cours de ces rencontres scientifiques sur les arts visuels, elle s’est toujours attachée à faire participer des acteurs du monde artistique et culturel. A ce titre, elle a invité en Sorbonne des grands noms de la culture hispanique et ibéroaméricaine dans comme Miquel Barceló, Alex de la Iglesia, Lucrecia Martel, Carlos Reygadas, Arturo Ripstein, Paco Ibañez...
Ses principaux axes de recherche concernent : 

### Cinéma, propagande et mémoire historique sous le franquisme
Dans Le franquisme et son image. Cinéma et propagande (1998), Nancy Berthier examine comment le régime franquiste a manipulé le cinéma pour façonner l'opinion publique et légitimer son autorité. Par la suite, elle a approfondi ses recherches sur l'utilisation du cinéma comme outil de propagande sous le régime franquiste, tout en explorant la mémoire cinématographique de la guerre civile espagnole :De la guerre à l'écran: ¡Ay Carmela! de Carlos Saura analyse la manière dont ce film de Saura aborde la mémoire collective de la guerre civile espagnole à travers le prisme cinématographique. « Guernica: de la imagen ausente al icono"  présente un concept innovant, celui de l'image absente dans l'analyse de l'œuvre de Picasso et de son impact culturel et politique.
Ces travaux illustrent son engagement à déconstruire les représentations propagandistes et à explorer les implications historiques et culturelles du cinéma dans la mémoire collective espagnole, tout en forgeant des concepts novateurs.

### Cinéma et révolution à Cuba
Avec Tomás Gutiérrez Alea et la Révolution cubaine (2005), elle a exploré les liens entre le cinéma cubain et la révolution, se concentrant d’abord sur l'œuvre de Gutiérrez Alea avant d’approfondir ses recherches sur le cinéma cubain et son lien étroit avec la révolution. A cet égard, elle a co-dirigé les ouvrages Noticiero ICAIC: 30 ans d’actualités cinématographiques à Cuba (2022) et Noticiero ICAIC: memoria del mundo (2023), qui sont des contributions majeures sur les actualités cinématographiques cubaines à partir d’un travail collectif novateur donnant lieu au premier ouvrage d'ensemble sur les actualités cinématographiques cubaines, reconnues comme patrimoine par l'UNESCO.

### Charisme et arts visuels
Nancy Berthier s’est attachée à la représentation des figures politiques charismatiques et leur impact médiatique à travers plusieurs ouvrages significatifs : Fidel Castro. Arrêts sur images (2010) examine la représentation médiatique de Fidel Castro et son rôle charismatique dans le contexte cubain et international.En collaboration avec Vicente J. Benet, Rafael Rodríguez Tranche et Vicente Sánchez-Biosca, elle co-écrit Carisma e imagen política. Líderes y medios de comunicación en la Transición (2016), explorant les représentations médiatiques des leaders politiques pendant la transition démocratique en Espagne. La muerte de Franco en la pantalla. El Generalísimo is still dead (2020) analyse la réécriture et la resémantisation de la mort de Franco à travers les récits audiovisuels, depuis sa disparition jusqu'à son inhumation.

### Cinémas ibériques et ibéro-américains contemporains
De 2010 à 2020, elle a fondé et animé un réseau de recherche international autour des « Cinémas ibériques contemporains », avec P. Julian Smith, A. del Rey, A. Fernández. Ce réseau élargi à une centaine de chercheurs a permis l’organisation de colloques internationaux. En co-dirigeant plusieurs ouvrages collectifs issus de ces rencontres tels que Cine iberoamericano contemporáneo y géneros cinematográficos (Avec A. del Rey, 2014) ou Frente a la catástrofe. Temáticas y estéticas en el cine español e iberoamericano contemporáneo (Avec Julie Amiot, 2017), elle contribue à l'étude des cinémas contemporains d'Espagne et d'Amérique latine, en analysant les nouvelles tendances et genres. Nancy Berthier a également coordonné des ouvrages mettant le focus sur certains réalisateurs, comme Carlos Saura o el arte de heredar (Avec Marianne Bloch-Robin, 2019).

### Imaginaires cinématographiques des villes et usages politiques de l'espace public
Ses travaux explorent les représentations visuelles des espaces urbains dans les arts visuels ibériques et ibéro-américains. Ce thème est central dans Visions cinématographiques de Madrid (2014), Barcelona 70’s (2020) ou Filmar la ciudad (2020). Elle s’intéresse également aux statues qui ornent l’espace public. Plus récemment, sur la base d'un travail de longue date à partir de l'idée de ville-palimpseste, elle a conçu un projet autour de l'usage politique des places en Amérique latine et leurs imaginaires visuels aux XXe et XXIe siècles.

## Ouvrages
Auteur de : 
- Le franquisme et son image. Cinéma et propagande (PUM, 1998)
- De la guerre à l'écran: ¡Ay Carmela! de Carlos Saura (PUM, 1999, 2e édition augmentée en 2005)
- Tomás Gutiérrez Alea et la Révolution cubaine (Cerf, 7e Art, 2005).
- Fidel Castro. Arrêts sur images (Ophrys, Imagenes, 2010)
- La muerte de Franco en la pantalla. El Generalísimo is still dead (Shangrila, 2020
- La place Bolívar de Bogotá / La plaza Bolívar de Bogotá. Carnet de recherche buissonnière (février-mars 2020) / Cuaderno de investigación vagabonda (febrero-marzo de 2020). Édition bilingue français / espagnol, 2024.

Coauteur de :
- Le cinéma de Bigas Luna (PUM, 2001)
- La Révolution cubaine (Armand-Colin, 2006).
- Carisma e imagen política. Líderes y medios de comunicación en la Transición (co-auteurs : Vicente J. Benet, Rafael Rodríguez Tranche et Vicente Sánchez-Biosca) ( Tirant lo Blanch, 2016)
- Los Memes (co-auteur : Manuel Palacio) (Ocho y Medio, 2022)

Directrice d'ouvrages collectifs :  
- Penser le cinéma espagnol. 1975-2000 (GRIMH, 2002)
- Le cinéma d’Alejandro Amenábar (PUM, 2006)
- Cuba. Cinéma et Révolution (avec J. Amiot, GRIMH, 2006)
- Cine, nación, nacionalidades en España (avec J-C Seguin, Casa de Velázquez, 2007)
- Cine cubano : luces y sombras (Archivos de la Filmoteca, n° 59, juin 2008).
- Guernica: de la imagen ausente al icono (Archivos de la Filmoteca, n° 64-65, juin 2010)
- La Revolución mexicana en imágenes (avec Marion Gautreau, Archivos de la Filmoteca, n° 68, octobre 2011)
- Lexique bilingue des arts visuels (Ophrys, 2011)
- Retoricas del miedo : imagenes de la guerra civil española (avec Vicente Sánchez-Biosca, Casa de Velázquez, Madrid, 2012)
- Operas primas en el cine documental iberoamericano 1990-2010 (avec Alvaro Fernández), (Guadalajara-Mexique, Presses de l’UDG, 2012)
- Charisme et image politique : figures du monde hispanique contemporain (Dir. avec Vicente Sánchez-Biosca), dossier monographique de la revue en ligne Iberic@l, n° 4, octobre 2013 204 pages.
- Cine iberoamericano contemporáneo y géneros cinematográficos (Dir. avec Antonia del Rey) ( Editorial Tirant lo Blanch Humanidades, 2014)
- Visions cinématographiques de Madrid (Dir., avec Pascale Thibaudeau), dossier monographique de la revue en ligne Cahiers de Civilisation de l’Espagne Contemporaine Cahiers de civilisation espagnole contemporaine [En ligne], 13 | 2014.
- La cultura de las pantallas. El cine iberoamericano en el panorama audiovisual actual (Dir. avec Alvaro Fernández), Nuevo Texto Crítico (Stanford University), Volume 28, Number 51, 2015.
- Frente a la catástrofe. Temáticas y estéticas en el cine español e iberoamericano contemporáneo (Dir. Avec Julie Amiot), Paris, Editions hispaniques, 2017, 255 pages
- Imaginario catastrófico: discurso mediático y artes visuales hispanoamericanas en los siglos XX-XX (Dir. Avec Carlos Belmonte), numéro monographique de la revue Comunicación y medios, universidad de Chile, Instituto de la Comunicación e Imagen, n° 36, Año 26/017- Segundo semestre 2017.
- Cine y audiovisual. Trayectos de ida y vuelta (Dir. avec Antonia del Rey), Valencia Shangrila, 2018, 222 pages
- Barcelona 70’s (Dir. Avec Jacques Terrasa et Monica Guell), Paris, Editions hispaniques, 2020, 319 pages.
- Filmar la ciudad (Dir. Avec Carlos Belmonte et Alvaro Fernandez), Guadalajara, Presses de l’UDG, 2020.
- Carlos Saura o el arte de heredar (Dir. avec Marianne Bloch-Robin), Valencia, Shangrila, 2021, 400 pages.
- Les Archives du lundi : histoire et mémoire de l’Institut d’études hispaniques (Dir. Avec Maria Araujo et Eva Sebbagh), Paris, Editions hispaniques, 2022, 346 pages.
- Noticiero ICAIC: 30 ans d’actualités cinématographiques à Cuba (Dir. Avec Camila Areas), Paris, INA, 2022.
- Noticiero ICAIC: memoria del mundo (Dir. Avec Camila Areas), Madrid, Huron azul, 2022.